# Oratoire Saint-Hubert
L'oratoire Saint-Hubert ou édicule Saint-Hubert est un monument érigé au centre de la commune d'Aubel, au nord de la province de Liège en Belgique. L'oratoire est classé depuis 1951.

## Localisation
Ce monument se trouve au centre de la place Ferdinand Nicolaï à Aubel.

## Historique
L'oratoire a été érigé à Aubel, alors sous la seigneurie des barons de Loë, en 1760 comme l'indique le cartouche avec le chronogramme : aCCeDaMUs zeLo pUro signifiant : Approchons [-nous] avec une piété pure.
Autrefois placé au milieu du marché avec une pompe appelée pompe de la Chapelle adossée à l'arrière, le monument a été replacé dans les années 1960 à l'endroit actuel.

## Description
Le monument est constitué de trois parties : un haut socle à base carrée en pierre calcaire de la vallée de la Vesdre plus large et couronné d’une tablette moulurée, une partie sculptée aussi réalisée dans le même matériau et une haute et fine croix de fer.
La partie supérieure un peu plus étroite, en pierre calcaire sculptée, comprend en son centre une niche cintrée où se dresse une statue d'une Vierge à l'Enfant. De chaque côté de cette niche, deux bas-reliefs représentent à gauche, saint Hubert et, à droite, saint Nicolas.

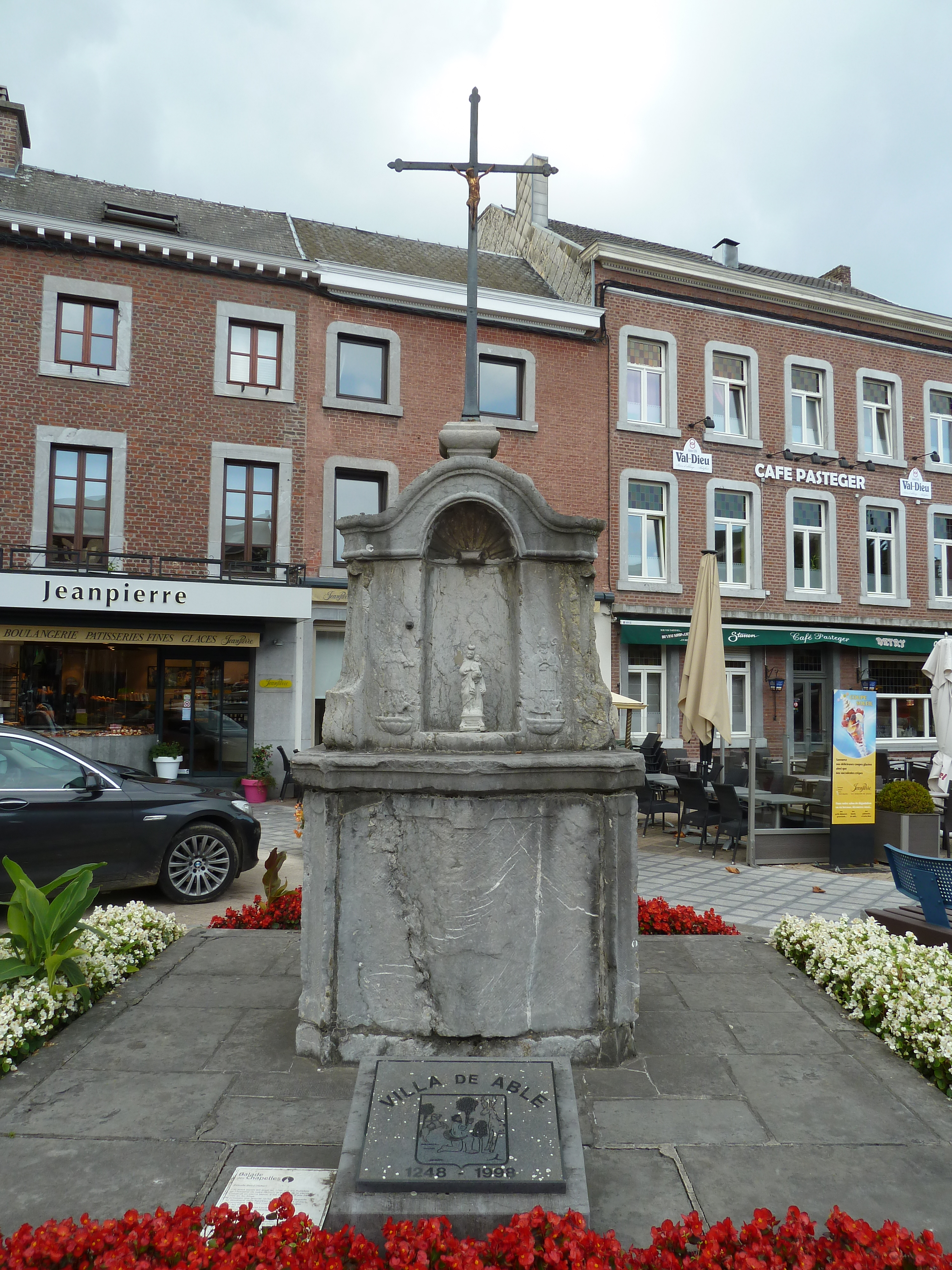
Face avant de l'oratoire Saint-Hubert